# Маслов, Олег Константинович
Олег Константинович Маслов (31 августа 1932 — 27 мая 2015) — прозаик, поэт, литературный критик, хирург. Кандидат медицинских наук, заслуженный работник культуры Российской Федерации, почётный гражданин Благовещенска (1998). Член Союза писателей СССР и Российской Федерации.

## Биография
Родился 31 августа 1932 году в Благовещенске, в семье медиков. Его детство прошло в небольшом шахтерском поселке Кивда. Здесь отец сначала организовал врачебный пункт, а затем построил больницу, в которой работал хирургом, а мать была учительницей в школе.
В 1949 году успешно сдал вступительные экзамены и был зачислен в Хабаровский медицинский институт. По окончании высшего учебного заведения стал работать в Благовещенске в областной клинической больнице, сначала хирургом, а позже анестезиологом. С 1965 года начал свою преподавательскую деятельность в Благовещенском медицинском институте. Там же стал проводить поэтический литературный кружок. Кандидат медицинских наук, Олег Константинович является основателем современной анестезиологической службы в Амурской области.
Стихи начал писать ещё в годы студенчества. Первые публикации литературных произведений были в журнале «Дальний Восток» и в коллективном сборнике «Первый запев». С 1954 года активно печатался в газетах «Молодой дальневосточник», «Амурская правда», журнале «Дальний Восток». Значимое место в его творчестве занимают стихи о профессии врача. В 1973 году вышла в свет первая книга поэта «Моя профессия». В 1975 году появился второй сборник — «Страда земная», затем были напечатаны книги «Передний край» (1980) и «Костер» (1985) и другие. 9 апреля 1981 года в газета «Амурская правда» была информация о том, что Олег Маслов принят в Союз писателей СССР.
Автор четырнадцати книг стихотворений и рассказов. Заслуженный работник культуры России, лауреат Амурской премии в области литературы и искусства за книгу «Мой век». Награждён медалью «За строительство Байкало-Амурской магистрали». В 1998 году ему было присвоено звание «Почётный гражданин города Благовещенска».
С 2005 года проживал и работал в Израиле.
Умер 27 мая 2015 года, похоронен в окрестностях города Ришон-ле-Цион.

## Семья
Первая супруга Лидия Васильевна Маслова - врач акушер-гинеколог, кандидат медицинских наук ведущий специалист.
Вторая супруга Нелли Яковлевна Розенфельд — признанный фтизиатр Приамурья, заслуженный врач РФ.
Воспитал трех дочерей.

## Память
- В 2016 году на стене здания хирургического корпуса Амурской областной детской клинической больницы Олегу Маслову была установлена мемориальная доска.
- В 2021 году в Благовещенске Олегу Константиновичу Маслову был открыт памятник[5].

## Награды и премии
- Заслуженный работник культуры России,
- лауреат Амурской премии в области литературы и искусства за книгу «Мой век»,
- Медаль «За строительство Байкало-Амурской магистрали»,
- «Почётный гражданин города Благовещенска».